# Кхонг Ми Фыонг
Кхонг Ми Фыонг (вьет. Khổng Mỹ Phượng; род. 5 июля 1999) — вьетнамская тяжелоатлетка, выступающая в весовой категории до 45 килограммов. Участница чемпионата мира.

## Биография
Кхонг Ми Фыонг родилась 5 июля 1999 года.

## Карьера
Кхонг Ми Фыонг участвовала на чемпионате мира среди молодёжи 2015 года в весовой категории до 44 килограммов. Она стала серебряным призёром, подняв в сумме 146 килограммов (70 + 76). В следующем году Кхонг выиграла чемпионат Азии среди молодёжи, подняв на два килограмма больше в сумме.
В 2017 году участвовала на юниорском чемпионате Азии, но не сумела совершить ни одну удачную попытку в рывке, однако в толчке подняла 75 килограммов, продолжив соревнования.
На юниорском чемпионате Азии 2018 года участвовала в весовой категории до 48 килограммов и стала пятой. Кхонг подняла 75 килограммов в рывке и 85 кг в толчке.
На Кубке сира 2019 года стала второй в весовой категории до 45 килограммов, подняв в сумме 157 кг. С таким же результатом она заняла четвёртое место на чемпионате Азии. Затем Ми Фыонг выиграла чемпионат мира среди юниоров с результатом 158 кг и стала пятой на взрослом чемпионате мира в Паттайе, при этом она взяла малую бронзовую медаль в рывке. На юниорском чемпионате Азии заняла второе место.
В 2020 году стала второй на Кубке мира в Риме.